# Team Saxo Bank/2009
Deze pagina geeft een overzicht van de wielerploeg Team Saxo Bank in 2009.

## Algemeen
Sponsor: Saxo Bank
Algemeen manager: Bjarne Riis
Ploegleiders: Dan Frost, Bradley McGee, Lars Michaelsen, Torsten Schmidt
Fietsmerk: Specialized

## Renners
| Naam                 | Geboortedatum | Nationaliteit       | Ploeg 2008             |
| -------------------- | ------------- | ------------------- | ---------------------- |
| Kurt-Asle Arvesen    | 09-02-1975    | Noorwegen           |                        |
| Lars Ytting Bak      | 16-01-1980    | Denemarken          |                        |
| Jonathan Bellis      | 16-08-1988    | Verenigd Koninkrijk | beloften               |
| Lasse Bøchman        | 13-06-1983    | Denemarken          |                        |
| Matti Breschel       | 31-08-1984    | Denemarken          |                        |
| Fabian Cancellara    | 18-03-1981    | Zwitserland         |                        |
| Jakob Fuglsang       | 22-03-1985    | Denemarken          | Team Designa Køkken    |
| Matthew Goss         | 05-11-1986    | Australië           |                        |
| Juan José Haedo      | 26-01-1981    | Argentinië          |                        |
| Frank Høj            | 04-01-1973    | Denemarken          | Cofidis                |
| Kasper Klostergaard  | 22-05-1983    | Denemarken          |                        |
| Dominic Klemme       | 31-10-1986    | Duitsland           | Team 3C-Gruppe Lamonta |
| Aleksandr Kolobnev   | 04-05-1981    | Rusland             |                        |
| Karsten Kroon        | 26-02-1976    | Nederland           |                        |
| Gustav Larsson       | 20-09-1980    | Zweden              |                        |
| Marcus Ljungqvist    | 26-10-1974    | Zweden              |                        |
| Anders Lund          | 14-02-1985    | Denemarken          |                        |
| Jason McCartney      | 03-09-1973    | Verenigde Staten    |                        |
| Stuart O'Grady       | 06-08-1973    | Australië           |                        |
| Alex Rasmussen       | 09-06-1984    | Denemarken          | Team Designa Køkken    |
| Andy Schleck         | 10-06-1985    | Luxemburg           |                        |
| Fränk Schleck        | 15-04-1980    | Luxemburg           |                        |
| Chris Anker Sørensen | 05-12-1984    | Denemarken          |                        |
| Nicki Sørensen       | 14-05-1975    | Denemarken          |                        |
| André Steensen       | 12-10-1987    | Denemarken          |                        |
| Jurgen Van Goolen    | 28-11-1980    | België              |                        |
| Jens Voigt           | 17-09-1971    | Duitsland           |                        |

## Belangrijke overwinningen
| Ronde van Californië Proloog: Fabian Cancellara 8e etappe: Fränk Schleck Bergklassement: Jason McCartney Parijs-Nice Ploegenklassement Grote Prijs van Cholet-Pays de Loire Winnaar: Juan José Haedo Internationaal Wegcriterium 2e etappe: Jens Voigt Eindklassement: Jens Voigt Luik-Bastenaken-Luik Winnaar: Andy Schleck Ronde van Catalonië 2e etappe: Matti Breschel Ronde van Luxemburg 2e etappe: Andy Schleck 3e etappe: Fränk Schleck 4e etappe: Matti Breschel Eindklassement: Fränk Schleck Ploegenklassement | Ronde van Zwitserland Proloog: Fabian Cancellara 3e etappe: Matti Breschel 8e etappe: Fabian Cancellara Eindklassement: Fabian Cancellara Ronde van Slovenië 1e etappe: Jakob Fuglsang Eindklassement: Jakob Fuglsang Nationale kampioenschappen Denemarken: wegtijdrit: Lars Ytting Bak Denemarken: wegwedstrijd: Matti Breschel Luxemburg: wegwedstrijd: Andy Schleck Noorwegen: wegwedstrijd: Kurt-Asle Arvesen Zweden: wegwedstrijd: Marcus Ljungqvist Zwitserland: wegwedstrijd: Fabian Cancellara Ronde van Frankrijk 1e etappe: Fabian Cancellara 12e etappe: Nicki Sørensen 17e etappe: Fränk Schleck Jongerenklassement: Andy Schleck | Ronde van Wallonië 2e etappe: Juan José Haedo 3e etappe: Matthew Goss 5e etappe: Matthew Goss Ronde van Denemarken 1e etappe: Matti Breschel 2e etappe: Nicki Sørensen 3e etappe: Jakob Fuglsang Eindklassement: Jakob Fuglsang Eneco Tour 2009 5e etappe: Lars Ytting Bak Ronde van Spanje 1e etappe (tijdrit): Fabian Cancellara 7e etappe (tijdrit): Fabian Cancellara Ronde van Missouri 4e etappe: Juan José Haedo |

1998 · 1999 · 2000 · 2001 · 2002 · 2003 · 2004 · 2005 · 2006 · 2007 · 2008 · 2009 · 2010 · 2011 · 2012 · 2013 · 2014 · 2015 · 2016
AG2R-La Mondiale · Astana · Bbox-Bouygues Telecom/2009 · Caisse d'Epargne · Cofidis · Team Columbia · Team CSC Saxo Bank · Euskaltel-Euskadi · Française des Jeux · Fuji-Servetto · Garmin-Chipotle · Katjoesja · Lampre-NGC · Liquigas · Team Milram · Quick·Step · Rabobank · Silence-Lotto